# جان درایر (بازیکن فوتبال)
جان درایر (انگلیسی: John Dreyer؛ زادهٔ ۱۱ ژوئن ۱۹۶۳) بازیکن فوتبال اهل بریتانیا است.
از باشگاه‌هایی که در آن بازی کرده‌است می‌توان به باشگاه فوتبال استوک سیتی، باشگاه فوتبال کمبریج یونایتد، باشگاه فوتبال فولام، باشگاه فوتبال لوتون تاون، باشگاه فوتبال بولتون واندررز، باشگاه فوتبال تورکی یونایتد، باشگاه فوتبال آکسفورد یونایتد، باشگاه فوتبال استیونج، و باشگاه فوتبال برادفورد سیتی اشاره کرد.